# Elvis Costello
Declan Patrick MacManus (25 d'agost de 1954 a Liverpool), conegut com a Elvis Costello, és un músic, cantant i compositor anglès. Es va iniciar en l'escena pub-rock londinenc a mitjans de la dècada del 1970 des d'on va veure arribar com observador privilegiat la New Wave i el punk, moviments amb els quals es va associar.

## Biografia
En 1975 McManus duia una vida aparentment convencional, casat i amb fill, i empleat com a programador informàtic. No obstant això, componia i movia les seves maquetes fins que la independent Stiff Records el va contractar; Jack Riviera, director del segell, li va proposar una identificació artística més suggeridora, combinant el nom d'Elvis Presley i el seu segon cognom matern: Elvis Costello
1977 marca la carrera de Costello: al seu fitxatge per Stiff a inicis d'any, li segueix l'edició del seu primer single Less than zero a l'abril, i d'Alison al març, debutant en llarga durada a l'estiu amb My aim is true, amb un significatiu èxit de crítiques i un moderat èxit comercial (lloc 14 al Regne Unit, entrant al Top40 dels Estats Units).
La portada amb Costello fotografiat desafiant amb una guitarra Fender Jazzmaster, enormes ulleres de pasta, cames en tascó embotides en pantalons cigarreta, ecos estètics de punk i de Buddy Holly i postura bel·ligerant, era una declaració d'intencions. La banda que va acompanyar l'enregistrament van ser els americans Clover, conjunt que en aquella època practicava el country/root i que amb el temps es convertiria en Huey Lewis and The News: aquest mateix estiu, Costello va reclutar al que seria la seva banda estable, The Attractions, formadada per Steve Nieve al piano, Bruce Thomas al baix i Pete Thomas a la bateria.
Aquella mateixa tardor participaria en la Stiff Live Package, amb altres grups del segell com Ian Dury, Wreckless Eric i Nick Lowe. A final d'any Jack Riviera deixa Stiff per a fundar Radar Records on es duria a Lowe i Costello, publicant el seu últim single Watching the detectives (gravat amb el baixista i bateria de Graham Parker and The Rumours) a final d'any.
En els dos anys següents va publicar amb el nou segell i la nova banda This year's model', altra col·lecció de singles com va ser el del seu debut, amb un estil igual d'urgent i intens però més cru i directe, fruit de l'escena punk vigent i deslligat del pub-rock setenter i músics de country rock amb els quals va gravar My aim is true i Armed Forces.
Amb aquest últim àlbum pretendria i arribaria a un reconeixement comercial més ample (l'àlbum i primer single Oliver's Army assoliria el número dos de les llistes britàniques, mentre que l'àlbum entraria en el Top10 dels Estats Units, fet que no aconseguí cap dels seus singles). Armed Forces és un disc més complex i variat musicalment, tant en temps com en estils i orquestració, igual d'irònic i potser més treballat quant a lletres, i deixa entreveure el que serà la carrera posterior del Costello madur de les següents dècades. Costello tanca els anys 70 com a productor, deixant la seva empremta en el disc debut i homònim de The Specials.

## Guardons
Nominacions
- 1979: Grammy al millor nou artista